# 旗原理沙子
旗原 理沙子（はたはら りさこ、1987年 - ）は、日本の小説家である。

## 経歴
1987年、群馬県生まれ。共立女子大学文芸学部卒業。9歳のとき児童文学の賞に初めて応募し、高校3年生のときに1000枚ほどの小説を書き上げる。以降、公募とともに自費出版での活動を続ける。
2019年、「ごみと碑」で第51回新潮新人賞の最終候補。
2023年、「ききなし」で第128回文學界新人賞の最終候補。
2024年、「私は無人島」で第129回文學界新人賞を受賞しデビュー。

## 作品リスト

### 単行本未収録作品

#### 小説
- 「私は無人島」 - 『文學界』2024年5月号[2]
- 「犯罪者と私」 - 『文學界』2024年12月号[3]